# الجارديان دوت كوم
الجارديان دون كوم TheGuardian.com، المعروف سابقًا باسم Guardian.co.uk و Guardian Unlimited، هو موقع أخبار وإعلام بريطاني مملوك لمجموعة جارديان ميديا جروب Guardian Media Group. يحتوي الموقع على جميع محتويات صحيفتي الجارديان The Guardian والأبزيرفرThe Observer، بالإضافة إلى مجموعة كبيرة من الأعمال على الويب فقط التي ينتجها موظفوها، بما في ذلك خدمة الأخبار العاجلة. اعتبارًا من نوفمبر 2014، كانت ثاني أكبر صحيفة إلكترونية في المملكة المتحدة تضم أكثر من 17 مليون قارئ شهريًا؛ مع أكثر من 21 مليون قارئ شهريًا، وكان Mail Online الأكثر شعبية.
يتكون الموقع من موقع إخباري أساسي، مع أقسام متخصصة تغطي موضوعات تشمل الرياضة والأعمال والبيئة والتكنولوجيا والفنون والإعلام وأسلوب الحياة. يُعتبر TheGuardian.com بارزًا لمشاركته مع القراء، بما في ذلك لوحات التكلم الطويلة الأمد، وفي الآونة الأخيرة يوفر شبكة من المدونات الإلكترونية. بدأت مدوناتها السبعة في 14 مارس 2006، بوجود قسم للتعليق، تحت شعار «التعليق مجاني»، والذي تم دمجه منذ ذلك الحين في قسم الرأي الخاص به.
يمكن الاطلاع على الموقع دون تكلفة أو تسجيل، على الرغم من أن بعض الخدمات مثل ترك التعليقات على المقالات تتطلب من المستخدمين التسجيل. في مارس 2009 أطلقت Guardian.co.uk واجهة برمجة تطبيقاتها، باستخدام بروتوكول OAuth وإتاحة مجموعة واسعة من محتوى الجارديان للاستخدام من قبل مطوري تطبيقات الويب.

## الملكية
TheGuardian.com جزء من مجموعة Guardian Media Group للصحف والمحطات الإذاعية ووسائل الإعلام الجديدة، بما في ذلك صحيفة The Guardian اليومية وصحيفة The Observer Sunday. مجموعة Guardian Media Group مملوكة لـ Scott Trust، وهي مؤسسة خيرية تهدف إلى ضمان استقلالية الصحيفة التحريرية إلى الأبد، والحفاظ على حالتها المالية لضمان عدم تعرضها للاستحواذ من مجموعات إعلامية هادفة للربح، والتوصل إلى استقلال التحرير.

## التاريخ
تم إطلاق Guardian.co.uk في عام 1999، من مختبر الوسائط الجديد في Guardian. ارتفعت شعبيتها بعد هجمات 11 سبتمبر في الولايات المتحدة عام 2001، ويرجع الفضل في ذلك إلى حد كبير إلى مجموعة متنوعة من وجهات النظر المنشورة في صحيفة الجارديان .   فاز الموقع الإلكتروني بجائزة أفضل صحيفة في جوائز ويبي 2005 و 2006 و 2007، متغلبا على نيويورك تايمز وواشنطن بوست وصحيفة وول ستريت جورنال وفاريتي.
في عام 2006، أعلنت Guardian.co.uk عن عامها الأول المربح، حيث يأتي الدخل في الغالب من التوظيف والإعلانات. في مايو 2007 بدأت guardian.co.uk برنامجًا مدته 18 شهرًا لإعادة تصميم وإضافة ميزات إلى الموقع بالكامل، بدءً من قسم السفر، ثم الانتقال إلى بقية الموقع والصفحة الأولى، وأخيراً تحديث المدونات ومميزات التواصل. في 30 يوليو 2013، تم نقل الموقع من guardian.co.uk إلى theguardian.com كجزء من زيادة الاستثمارات للنمو على مستوى العالم.
في عام 2018، انضم TheGuardian.com إلى المنافسين News UK (The Times ، The Sunday Times ، The Sun) و The Daily Telegraph لإنشاء منصة مشتركة للمعلنين لشراء الإعلانات عبر الإنترنت عبر مواقع الأخبار الرائدة المتعددة، والتي تسمى The Ozone Project. في وقت لاحق من ذلك العام، انضم Reach plc (المعروف سابقًا باسم Trinity Mirror) إلى المنصة، وبذلك أصبحت جميع الصحف الوطنية البريطانية تقريبًا على المنصة.

## المواقع الفرعية والمنشورات ذات الصلة على الإنترنت

### الجارديان الرياضة
حقق قسم الرياضة الانتقال عبر الإنترنت إلى موقع ذي شعبية على شبكة الإنترنت ويحظى باحترام كبير، وتوفير الأخبار والنتائج والتقارير مباراة، وتعليقات على الهواء مباشرة من مجموعة من الرياضات المختلفة.
كانت التغطية الرياضية لـ TheGuardian.com رائدة في صناعة الصحف على الإنترنت في المملكة المتحدة في تقديم تغطية حية للرياضة، وخاصة كرة القدم، عبر الويب. ومن الأمثلة على ذلك التعليقات النصية المباشرة لـ 115 مباراة كرة قدم في الدوري الإنجليزي الممتاز وكل مباريات كأس العالم FIFA، بالإضافة إلى بعض التغطية المباشرة لكأس الاتحاد الإنجليزي، ودوري أبطال أوروبا، ودوري أوروبا، وألعاب الدوري الأسباني، وكأس الدوري، وألعاب البلاي اوف.

#### "The Fiver"
"The Fiver" هي نشرة إخبارية يومية، معظمها تحمل روح الدعابة، متوفرة في قسم الرياضة أو عبر رسالة إخبارية عبر البريد الإلكتروني، يتم تسليمها إلى صناديق البريد الخاصة بالمشتركين في الساعة 5 مساءً بتوقيت غرينتش، من الاثنين إلى الجمعة (ومن هنا جاء اسم "Fiver"). لا تظهر في النسخة المطبوعة من صحيفة الجارديان. يتمتع "The Fiver" بمتابعة عالمية.

### «التعليق مجاني»
«التعليق مجاني» Comment is free (اختصار Cif) كان عبارة عن قسم للتعليقات والرأي السياسي في TheGuardian.com. احتوى على تعليقات ومقالات رأي من صحيفتي The Guardian و The Observer، بالإضافة إلى مساهمات من أكثر من 600 كاتب آخر. تم تحرير القسم بواسطة ناتالي هانمان. تم تحرير موقعه الفرعي المخصص للشؤون الدينية، "Cif belief" من قبل أندرو براون. تم إطلاقه في 14 مارس 2006، مع جورجينا هنري كمحررة.
تم اشتقاق اسم الموقع من جملة في مقال مشهور كتبه رئيس تحرير صحيفة الجارديان سي بي سكوت: «التعليق مجاني، لكن الحقائق مقدسة».
قام الموقع بتطبيق سياسة الحديث بصرامة من خلال تعديل التعليقات بعد النشر. بالنسبة للمواضيع الحساسة بشكل خاص، يمكن الإشراف على التعليقات قبل النشر. يمكن للمشرفين إزالة المشاركات التي تنتهك معايير المجتمع للموقع (عادةً ما تترك علامة الإزالة)، لكنهم لم يقوموا بتحريرها.
تم دمج «التعليق مجاني» مع قسم «الرأي» في TheGuardian.com، والذي بدأ في أواخر عام 2014 مع إصدار الولايات المتحدة، ويختتم في أوائل عام 2015 مع إصدار المملكة المتحدة. لم يعد يستخدم العنوان "Comment is free"، على الرغم من أن commentisfree يظل في عنوان URL الخاص به.

### الجارديان أمريكا
كانت Guardian America نسخة أمريكية من موقع الأخبار البريطاني Guardian Unlimited . كانت الاستراتيجية تهدف إلى كسب المزيد من القراء في الولايات المتحدة.
تم أخذ الكثير من المحتوى على Guardian America من Guardian Unlimited و The Guardian ، على الرغم من أن بعض المحتوى تم إنتاجه خصيصًا لـ Guardian America.
الجارديان الولايات المتحدة، التي بدأت في سبتمبر 2011، ومقرها في مدينة نيويورك GuardianAmerica.com يعيد التوجيه الآن إلى صفحة موضوع The Guardian في الولايات المتحدة.

## جمهور القراء
تعد theguardian.com واحدة من الصحف الرائدة على الإنترنت في المملكة المتحدة، حيث أصبحت أول صحيفة في المملكة المتحدة تجذب أكثر من 25 مليون مستخدم فريد في شهر واحد (أكتوبر 2008). في 7 يوليو 2005، في أعقاب تفجيرات لندن قام 1.3 مليون مستخدم فريد بزيارة الموقع وتم عرض ما مجموعه 7.8 مليون صفحة، في ذلك الوقت وهو رقم قياسي لـ guardian.co.uk.
اعتبارًا من أغسطس 2010، كان الموقع الإلكتروني لصحيفة المملكة المتحدة ثاني أشهر موقع بعد Mail Online ، حيث حصل على 34.6 مليون مستخدم فريد شهريًا، و 13.7 مليون مستخدم بريطاني فريد شهريًا. وبحلول مايو 2011، وصل إلى 2.8 مليون زائر فريد يوميًا، و 51.3 مليون زائر شهريًا. اعتبارًا من مايو 2013، باستخدام الإحصائيات الوطنية للقراء وإحصاءات comScore، كان الموقع الإلكتروني الأكثر شعبية بين صحف المملكة المتحدة، حيث بلغ عدد زواره الفريدين 8.2 مليون زائر شهريًا، متقدماً على Mail Online مع 7.6 مليون زائر شهري فريد.

## الجوائز
- جوائز الصحافة البريطانية: [23]
  - «الابتكار الرقمي للعام» (2008، 2009)
  - «الصحفي الرقمي للعام» (شون سميث، 2008 ؛ ديف هيل، 2009)

تم إنشاء الجوائز في عام 2008. 
بالإضافة إلى ذلك، كانت جائزة «الصحفي السياسي لهذا العام» لعام 2011 لأندرو سبارو من الجارديان «مهمة لأنه كان بمثابة اعتراف بتأثير مدونته المباشرة للانتخابات العامة - مكافأة على الابتكار بالإضافة إلى التقارير».
في عام 2009 رشحت لجائزة ويبي «لأفضل نسخ / الكتابة» ولكن لم تفز. ومع ذلك تم ترشيح موقع Cif الديني للفوز بجائزة Webby في فئة أفضل مواقع الدين والروحانيات، وفاز بها.

## روابط خارجية
- الموقع الرسمي
- بلوق theguardian.com
- التعليق مجاني
- يعرض الجارديان Zeitgeist المقالات الحالية الأكثر شعبية